# Idiocerus obstinatus
Idiocerus obstinatus är en insektsart som beskrevs av Ball 1902. Idiocerus obstinatus ingår i släktet Idiocerus och familjen dvärgstritar. Inga underarter finns listade i Catalogue of Life.